# Lyna Khoudri
Lyna Khoudri (em árabe: لينا خضري; Argel, 3 de outubro de 1992) é uma atriz franco-argelina. Ela venceu o prêmio Orizzonti de Melhor Atriz na 74ª edição do Festival Internacional de Cinema de Veneza e um prêmio César de Melhor Atriz Revelação. Ela interpretará uma estudante ativista no próximo filme de Wes Anderson, The French Dispatch (2020).

## Início de vida
Khoudri nasceu em 1992, filha de um jornalista e uma violinista. Sua família exilou-se em Aubervilliers, França, devido ao perigo da profissão do seu pai durante a Guerra Civil da Argélia. Khoudri também viveu por um curto período na Alemanha, onde seu pai trabalhava para um canal árabe de notícias, antes de retornar à França. Ela recebeu treinamento profissional de atuação no Théâtre national de la Colline.

## Carreira
Em 2014, Khoudri fez a sua primeira participação na televisão na série francesa Joséphine, ange gardien. Em 2017, ela interpretou Feriel no longa Les Bienheureux, papel que a fez ganhar o prêmio Orizzonti de Melhor Atriz no Festival Internacional de Cinema de Veneza.
Em 2019, ela interpretou Louna em alguns episódios da minissérie Les Sauvages do Canal+. No mesmo ano, ela também interpretou Nedjma no filme Papicha, sobre uma jovem argelina que usava a moda como forma de resistência cultural durante a Guerra Civil da Argélia. Por este papel, Khoudri venceu em o César de Melhor Atriz Revelação. Khouri trabalhou durante vários anos em conjunto com a diretora Mounia Meddour, que recebeu o César de Melhor Primeiro Filme.
Khoudri também participará do filme The French Dispatch, de Wes Anderson, previsto para ser lançado no final de 2020. Ela interpretará Juliette, uma estudante militante e namorada de Zeffirelli (Timothée Chalamet). Seu enredo envolverá um protesto estudantil em meio ao movimento de Maio de 1968.

## Filmografia

### Cinema
| Ano  | Título              | Papel    | Diretor                        | Notas  |
| ---- | ------------------- | -------- | ------------------------------ | ------ |
| 2017 | Les Bienheureux     | Feriel   | Sofia Djama                    |        |
| 2017 | La Fête est Finie   | Amel     | Marie Garel-Weiss              |        |
| 2017 | Luna                | Chloé    | Elsa Diringer                  |        |
| 2019 | Papicha             | Nedjma   | Mounia Meddour                 |        |
| 2019 | The Specials        | Ludivine | Olivier Nakache, Éric Toledano |        |
| 2020 | The French Dispatch | Juliette | Wes Anderson                   |        |
| 2021 | Gagarine            | Diana    | Fanny Liatard e Jérémy Trouilh | [ 14 ] |

### Televisão
| Ano  | Título                   | Papel            | Notas                              |
| ---- | ------------------------ | ---------------- | ---------------------------------- |
| 2014 | Joséphine, ange gardien  | Vanessa Grangier | Episódio 2 da 18ª temporada        |
| 2016 | Deux flics sur les docks | Armandine Sayad  | Episódio 4 da 5ª temporada         |
| 2019 | Les Sauvages             | Louna            | Minissérie; dir. Rebecca Zlotowski |